# フィル・カッツ
フィル・カッツ（Phil Katz 、本名：Phillip Walter Katz 、1962年11月3日 – 2000年4月14日）は、ファイル圧縮ソフトウェアのPKZIPを開発したことで知られるプログラマである。PKZIPとは、DOSプラットフォーム上でファイルをデータ圧縮するためのソフトウェアである。
"Katz" の英語での発音は「キャッツ」に近いが、ここでは慣習に従ってカッツとする。

## ソフトウェア会社の起業まで
フィル・カッツは、1962年11月3日にアメリカのウィスコンシン州ミルウォーキーでウォルター、ヒルデガード夫妻の子として生まれた。ニコレット高等学校を卒業後、ウィスコンシン大学ミルウォーキー校へ入学しコンピュータサイエンスを専攻。大学在学中に両親から、IBM社製のパソコン（2つのフロッピーディスクドライブと64 KBのメインメモリを搭載した型）を受け取り、空き時間の全てをプログラミングとインターネットの先駆けであるBBSコミュニティーへの参加に費やした。カッツはBBSコミュニティーの一員となり、他のパソコンユーザと情報交換したり、お互いに助け合ったりした。1981年には父のウォルターが55歳で亡くなり、彼は大きなショックを受けたと言われる。
1984年に大学を卒業したカッツはアル・ブラッドリー社にプログラマとして就職し、プログラマブルロジックコントローラーのプログラムコード開発に携わった。1986年にグレイソフト社（現タストラックソフトワークス社）へと転職したが、1987年に退職。自身のプログラミングに専念するため、PKWARE社(Phil Katz WARE)を設立した。

## PKARC
1985年、カッツはPKARCと呼ばれるデータ圧縮プログラムをPKWARE社から発表した。PKARCは当時最も普及していた圧縮プログラムであるARCと互換性があった。ARCはC言語で書かれたソースコードとともに配布されていたが、PKARCはこれを部分的にアセンブラへ書き換えることでより高速な動作を実現していた。当時のコンパイラは現在のコンパイラほど最適化効率が良くなかったため、高級言語で書かれたプログラムは動作が遅かったのである。カッツにはソースコード最適化に関して天性の才能があり、最も効率的なC言語のソースコードを作成するため、同一のタスクに対して複数のソースコードを作成してコンパイラの出力結果を比較し、プログラムの最適化を行った。これらの最適化作業によりPKARCの動作は非常に高速であったため、このソフトは既存のソフトよりも有名となっていった。
カッツは当初、フリーウェアの解凍専用プログラムとしてPKXARCを公開したが、これはBBSコミュニティー中で猛烈な勢いで広まっていった。コミュニティーからのポジティブフィードバックと励ましが、カッツの製作した初めての圧縮プログラムでありシェアウェアであるPKARC作成の原動力となったのである。
しかし、カッツがPKXARCを公開後すぐにARCの販売元であったシステム・エンハンス・アソシエイツ社（System Enhancement Associates、以下SEAと略す）は、カッツがARCのソースコードのかなりの部分を盗用していたことを発見した。同社は商標違反と著作権侵害でPKWARE社を訴えた。同社に雇われた鑑定人によると、カッツは非常に広範囲に渡ってARCのソースコードを盗用しており、ソースからは全く同じコメントやスペルミスさえ発見された。最終的にPKWARE社は裁判に敗訴し、これによりカッツはプログラムを強制的に変更させられた。
カッツはPKARCを市場から引き下げて代わりにPKPAKを公開したが、これはPKARCと類似したソフトであった。カッツを応援していたBBSコミュニティーのメンバー達は、実際にはSEA社もPKWARE社も共に社員が5人かそれ以下の家族経営の企業であったにもかかわらず、大企業が無名の企業を潰したかのように考えた。
当時、SEAの創設者であるトム・ヘンダーソンと会話したBBSコミュニティーのユーザの一人は、PKARCが同社の著作権と商標を流用したとしても「気にしなかった」と述べたと言われている。彼らはファイルの圧縮解凍が最も速いソフトウェアを利用したかっただけであった。
この事件の顛末は大きな論議となったが、この件についてカッツ自身が発言することは最後まで無かった。

## PKZIP
1989年、カッツはプログラムを1から書き直してPKZIPを新しく作り、PKPAKの代わりにシェアウェアとして公開した。このソフトは圧縮効率・圧縮速度共にARCよりも優れていた。新しく打ち立てたZIP規格は、すぐに多くのプラットフォーム上でファイル圧縮のスタンダードな規格となり、また、カッツ自身も最も有名なシェアウェア制作者の一人となった。しかし、彼の会社であるPKWARE社が数百万ドル規模の企業になると、彼は会社経営者はカッツであると信じていた人々を経営者として雇用し、自分はソフトウェア制作作業へと専念した。
なお、彼は90年代前半には強硬なアンチWindows派であった。このことは、PKZIPをWindowsプラットフォームへ移植する最初の機会を逸する原因となった。Windows版のPKZIPが初めて発売されたのは実に1996年になってからの事である。

## アルコール依存症
カッツは長年に渡りアルコール依存症を患っていた。友人たちはカッツをアルコール中毒から助けようとしたが、それらは結局のところ全て拒絶された。そして、カッツは友人らに対して徐々に心を閉ざしていった。彼は飲酒運転で幾度か逮捕され、また、自宅よりもストリップクラブや安いモーテルで多くの時間を過ごすようになっていった。

## 死去
2000年の4月14日に、彼はペパーミントシュナプスの空のボトルを握り締めたままの姿でホテルの一室で死体となって発見された。37歳であった。検死官のレポートでは、彼の死因は"慢性アルコール中毒により引き起こされた膵臓からの激しい出血"であるとされている。